# Grande Hermine
Grande Hermine — один з двох кораблів першої подорожі Жака Картьє до Північної Америки, що згодом вилилося у відкриття Канади.

## Історія
Вітрильник збудований у Франції в 1534 році і переданий особисто королем для Картьє в 1535 році; використовувався в двох мандрівках — 1535–1536 і 1541–1542 роках; його копія була відновлена в 1967 році і приурочена до «Експо-67» в Монреалі. В 2001 році передана до Квебеку в Сент-Чарліз Рівер (Saint-Charles River).